# Periscyphops tenellus
Periscyphops tenellus är en kräftdjursart som beskrevs av Gustav Budde-Lund 1899. Periscyphops tenellus ingår i släktet Periscyphops och familjen Eubelidae. Inga underarter finns listade i Catalogue of Life.